# عملیات آزاد سازی بوکان
عملیات آزادسازی بوکان یکی از رویدادهای مهم نظامی و سیاسی در تاریخ معاصر ایران است که در جریانِ مقابله با گروه‌های جدایی طلب و شورشی (موسوم به شورش کردها) در این منطقهٔ کُردنشین اتفاق افتاد. این عملیات با هدف بازپس‌گیری شهر بوکان از دست نیروهای مسلح کُرد و برقراری مجدد امنیت و حاکمیت ملی ایران در این منطقه صورت گرفت. در بهمن ۱۳۵۸ شمسی، شهر بوکان سقوط کرد و همین موضوع باعث تشکیل سازمان پیشمرگان کرد مسلمان توسط محمد بروجردی شد. بوکان بیشتر از ۳۲ ماه تحت اشغال و کنترل گروه‌های مختلف مخالف جمهوری اسلامی ایران بود. در ۱۱ مهر ۱۳۶۰ توسط نیروهای سپاه و ارتش و همچنین نیروی‌های مردمی، به یکباره بوکان آزاد شد. تثبیت نهایی و پاکسازی روستاها و محدودهٔ این شهرستان تا سال ۱۳۶۲ به طول انجامید.

## پیشینه تاریخی و سیاسی
اگرچه تا پیش از انقلاب ۱۳۵۷، جمعیت شهر بوکان از شهرهای همجوار خودش کمتر بود، اما به‌واسطهٔ پیشینهٔ تاریخیِ پررنگ و حضور شخصیت‌های بانفوذ و تأثیرگذار در ساختارهای قدرت دوران قاجار و پهلوی، همواره از جایگاه و توجه ویژه‌ای برخوردار بوده است.
بنابر اسنادِ تاریخی، کُردهای بوکان در دوران جمهوری مهاباد، برخلاف برخی جریان‌ها، در کنار ارتش شاهنشاهی ایران ایستادند و از تمامیت ارضی کشور دفاع کردند.
در ادامه و پس از فروپاشی جمهوری مهاباد، بخشی از نیروهای سیاسی و اجتماعی وابسته به آن، به حزب توده پیوستند و سپس در جریان تحولات دهه‌های بعد، از دل همین طیف، حزب کومله شکل گرفت؛ حزبی که برخی از چهره‌های بنیان‌گذارش، اصالتاً از بوکان بودند.

## پس از انقلاب ۱۳۵۷
شهر بوکان بعد از پیروزی انقلاب ۱۳۵۷ به مدتِ ۲ سال به محلی برای جولان گروه‌ها و احزابی مانند کومله و دموکرات، حزب پیکار، مجاهدین خلق، چریک‌های فدایی خلق و سازمان رزم کارگران تبدیل شده بود. براساس گزارش‌ها و اسناد مربوط به آن دوره، مردم بوکان در این ۲ سال، در بدترین شرایط و مشکلات عدیده بودند. گرانی اجناس، عدم اجازه ورود و خروج از شهر، تعطیلی مدارس و ادارات، قطعی تلفن شهری و ناامن شدن کل منطقه از جمله مشکلاتِ مردم این شهر بود. عوامل حزب کومله، امام جمعهٔ بوکان را در شامگاه یکم دی ماه سال ۱۳۶۰ در خانه‌اش کشتند.قبل از تشکیل قرارگاه‌های نظامی، سپاه بوکان از سوی ناحیهٔ استان کُردستان فرماندهی می‌شد. طرح تسلیح سازی عشایر و روستاهای بوکان تا ۱۳۶۲ به صورت گسترده انجام نشد. قدرت و نفوذ احزاب کُردی در روستاها بود به همین سبب، طرح تسلیح سازی گسترده شهرستان بوکان به صورت جدی از سوی سپاه پاسداران پیگیری شد. روستاهای اوینه‌چی، قورمیش، قلندر، برده زرد، ملالر و حصار؛ اولین روستاهایی بودند که پایگاه در آن‌ها احداث و مردم آن مسلح شدند. با شروع مسلح سازی عشایر بوکان، طوایف نیز خواهان مسلح شدن و مقابله با احزاب شدند.

## آزادسازی
آزادسازی بوکان در چند مرحله، صورت گرفته است. یکبار در شهریور سال ۱۳۵۸ بوکان مدت کوتاهی به دست ارتش افتاد. اما چند بعدی، دوباره سقوط کرد. در ۶ مهرماه ۱۳۵۸ گروه‌های کُردی با برهم زدن اوضاع شهر و برگزاری راهپیمایی با تحریک عده‌ای از مردم، درگیری میان نیروهای نظامی مستقر در بوکان و آن‌ها شکل گرفت. در ۱۵ مهر همان سال، نیروهای حزب دموکرات به واحدهای سپاه و ارتش حمله کردند که با آتش متقابل نیروهای نظامی به آن‌ها پاسخ داده شد. این حملات ۲ شب بعد یعنی در تاریخ ۱۷ مهرماه با استفاده از خمپاره و تفنگ ۵۷ م. م تکرار شد اما به نیروهای نظامی آسیبی وارد نشد.
در جریان این حوادث، ادارات و سازمان‌های دولتی شهر تعطیل شد و ارتباط تلفنی بوکان با سایر شهرهای اطراف نیز قطع شد. به مدت چند روز، این درگیرهای شبانه در بوکان ادامه شد. در ساعت ۱۱ شب ۲۴ مهرماه ۱۳۵۸ احزاب کُرد در پی فعالیت‌های خود، اقدام به آتش زدن بازار شهر کردند. این آتش‌سوزی تله‌ای حزب دموکرات بود که زمان ورود نیروهای سپاه و ارتش برای مهار آتش‌سوزی، تعداد ۵ نفر از نیروهای نظامی ایران کشته شدند.
در تاریخ ۱۰ مهرماه ۱۳۶۰، نیروهای سپاه و ارتش طی یک عملیات گسترده به نام «آزادسازی شهر بوکان» در ساعت ۴ بعد ظهر با حضور یک واحد یک حمزه، گردان جندالله سقز (به تعداد ۲۰۰ نفر) و یک گردان از نیروهای تیپ ۲۳ نیروی مخصوص ارتش آغاز شد. نیروهای ایران، توانسته‌اند ابتدا حومهٔ شهر و سپس کوه‌های مشرف به آن، مانند کوه نعل شکن (نالشکینه) را به کنترل خود درآورند. پس از استقرار نیروهای ارتش در ارتفاعات، پاسداران و نیروهای مخصوص با هماهنگی کامل در ساعت ۴ شب به چند نقطه از شهر نفوذ کردند و درگیری‌ها تا ساعت ۱۱ صبح ادامه شد. در نهایت در ساعت ۵:۳۰ صبح ۱۱ مهرماه ۱۳۶۰ پس از یک هفته محاصره، شهر بوکان به‌طور کامل آزاد شد. تثبیت نهایی و پاکسازی حومه و روستاهای آن تا ۱۳۶۲ شمسی به طول انجامید.

## عوامل سقوط
- وعده‌ها و تبلیغات احزاب میان مردم شهرهای کُردنشین با عنوان آزادی و برابری برای خلق کُرد.
- بوکان در آن زمان برخلاف سقز و مهاباد، فاقد ارتش و یگان‌های نظامی بود. تنها ایستگاه‌های ژاندارمری و ایست و بازرسی در آن مستقر بود. همچنین هیچگونه تجهیزات و زیرساخت‌های نظامی بزرگی در آن وجود نداشت.
- برخی از سران احزاب کُرد مانند کومله و دموکرات زادهٔ شهر بوکان بودند و از این حیث، این شهر و موقعیت سیاسی آن بسیار حائز اهمیت بود.